# Garrincha, Alegria do Povo
Pour plus de détails, voir Fiche technique et Distribution.
Garrincha, alegria do povo (traduction en français : Garrincha, joie du peuple) est un film documentaire brésilien réalisé par Joaquim Pedro de Andrade, sorti en 1962.

## Synopsis
Documentaire sur le football et sur la personnalité de Mané Garrincha, surnommé Alegria do povo ou encore O anjo de pernas tortas (L'Ange aux jambes torses) et qui demeure, sans doute, l'un des plus grands footballeurs brésiliens de tous les temps.
Personnalité complexe et contradictoire, Garrincha eut, néanmoins, une popularité et un parcours exceptionnel (Il fut un acteur majeur des victoires de l'équipe nationale brésilienne lors des Coupes du monde en 1958 et 1962). Pour ses supporters, les matches sont un exutoire permettant d'oublier les tracas et vicissitudes de l'existence. Toutefois, Garrincha, prisonnier de nombreuses contraintes, n'est pas assuré d'échapper, un jour, à la misère. « Un des films brésiliens les plus intelligents sur le football par la multiplicité d'interprétations qu'il suggère et son souci de ne défendre aucune thèse ».

## Fiche technique
- Titre du film : Garrincha, alegria do povo
- Réalisation : Joaquim Pedro de Andrade
- Scénario : J. Pedro de Andrade, Mário Carneiro, David Neves, Armando Nogueira
- Photographie : Mário Carneiro - Noir et blanc
- Musique : Carlos Lyra, Severino Silva
- Son : Sérgio Montagna
- Montage : J. Pedro de Andrade, Nello Melli
- Production : Armando Nogueira, Luiz Carlos Barreto
- Pays d'origine :  Brésil
- Durée : 60 minutes
- Sortie : 1962

## Distribution
- Garrincha dans son propre rôle
- Heron Domingues : le narrateur